# Charles R. Daily
Charles Robert Daily, auch geführt unter Dr. C. R. Daily und Dr. CR Daily (* 15. März 1902 in Colorado; † 10. Juli 1994 in Los Angeles, Kalifornien, Vereinigte Staaten) war ein US-amerikanischer Ingenieur und Filmtechniker, der 1946, 1948, 1950 und 1957 mit einem Oscar für technische Verdienste (Technical Achievement Award/Scientific and Engineering Award) ausgezeichnet worden ist. 

## Leben
Auf der Oscarverleihung 1946 wurde Daily erstmals mit einem Technical Achievement Award geehrt. Er erhielt die Auszeichnung der Klasse III in Form eines Zertifikats zusammen mit Loren L. Ryder und beider Arbeitgeber Paramount Studios, Sound-Abteilung „für die Planung, den Bau und den Einsatz des ersten wahlgesteuerten Schritt-für-Schritt-Tonkanals, dessen Aufstellung und Testschaltung“ („for the design, construction and use of the first dial-controlled step-by-step sound channel line-up and test circuit“).
Im Jahr 1948 wurde Daily aka CR Daily als Mitarbeiter des Paramount Studio-Filmlabors, Ingenieurabteilung, mit dem Scientific and Engineering Award ausgezeichnet „für die Entwicklung und erste praktische Anwendung zu Film- und Fotoaufnahmen eines Verfahrens zur Erhöhung der Filmempfindlichkeit“, zurückgehend auf einen erstmaligen Vorschlag in der Branche durch DuPont („for the development and first practical application to motion picture and still photography of a method of increasing film speed as first suggested to the industry by E. I. duPont de Nemours & Company“). Die Auszeichnung der Klasse II bestand in einer Plakette. Gleichzeitig erhielt Daily zusammen mit Farciot Edouart, Hal Corl und H. G. Cartwright eine weitere Auszeichnung der Klasse III in Form eines Zertifikats. Die Männer wurden für ihre überragende Arbeit geehrt, die sie für die Paramount Studios, Lichtbild- und Konstruktionsabteilung, leisteten. Sie erhielten die Auszeichnung „für die erste Anwendung eines speziellen Anti-solarisierenden Glases bei hohem Tiefenhintergrund mittels eines Punktlichtbogen-Projektors“ („for the first application of a special anti-solarizing glass to high-intensity background and spot arc projectors“).
Auch im Jahr 1950 wurde Daily wiederum mit einem Zertifikat der Klasse III geehrt, diesmal zusammen mit Stephen ‚Steve‘ Csillag. Die Auszeichnung erfolgte „für ihre Arbeit im Paramount Studio, Bereich Ingenieurwesen, Editorial und Musik-Department für ein neues Präzisionsverfahren zur Berechnung variabler Klick-Spuren“ („for a new precision method of computing variable tempo click tracks“).
Auf der Oscarverleihung 1957 erfolgte eine letzte Auszeichnung für Dr. CR Daily von der Lichtbildabteilung der Paramount Pictures Corp. in Zusammenarbeit mit 
Roy C. Stewart and Sons von Stewart-Trans Lux Corp.  „für die Planung und Entwicklung von HiTrans und Pra-HiTrans-Rückprojektionsschirmen“ „(for the engineering and development of the HiTrans and Para-HiTrans rear projection screens“). Die Ehrung erfolgte in Form eines Zertifikats.

## Auszeichnungen
- 1946, 1948 (zwei Auszeichnungen), 1950 und 1957 jeweils mit einem Oscar für technische Verdienste